# Gymnospermium silvaticum
Gymnospermium silvaticum är en berberisväxtart som först beskrevs av Helmut E. Freitag, och fick sitt nu gällande namn av Takhtadzhyan. Gymnospermium silvaticum ingår i släktet Gymnospermium och familjen berberisväxter. Inga underarter finns listade i Catalogue of Life.